# Ферера Ербоньоне
Ферѐра Ербоньо̀не (на италиански: Ferrera Erbognone; на ломбардски: Frera, Фърера) е село и община в Северна Италия, провинция Павия, регион Ломбардия. Разположено е на 89 m надморска височина. Населението на общината е 1161 души (към 2017 г.).